# 공개출처정보
공개출처정보, 오픈소스 인텔리전스(영어: Open-source intelligence), 간단히 오신트(OSINT)는 공개된 출처에서 얻은 정보들을 말한다.
CIA 등 국립정보기관이나 민간정보회사에서 수집하는 정보의 종류는 인간정보(HUMINT, 휴민트), 신호정보(SIGINT, 시긴트), 영상정보(IMINT, 이민트), 측정정보(MASINT, 매신트), 공개출처정보(OSINT, 오신트), 기술정보(TECHINT, 테킨트) 등이 있다. 원래 CIA는 휴민트가 중심이었으나, 오늘날에는 컴퓨터의 발달로 테킨트의 중요성이 급부상했다.
인터넷이 없던 수백년 전부터, 민간에서 오신트 분석기관으로 유명한 것은 언론사와 대학교, 기자와 학자이다. 21세기 오늘날에는 컴퓨터와 인터넷의 개발로 오신트가 굉장히 많아졌다. 흔히들 "오늘날은 정보의 홍수 시대"라고 말할 때 그 정보는 공개출처정보, 즉 오신트를 의미한다.
2001년 비영리로 오신트를 수집, 분석, 공개하는 단체인 위키백과 사이트가 미국에 설립되었다. 2011년 기준으로, 인터넷상에서 세계 최대의 민간 비영리 오신트 수집 분석 공개 사이트이다.
2005년 11월 1일, 미국은 국가정보국 산하에 오신트를 수집, 분석, 공개하는 오픈소스센터를 설립했다.
2006년 4월, 위키백과의 소프트웨어와 인터페이스를 그대로 사용하며, 구글이 서버를 개발하여 미국 CIA에 인텔리피디아 사이트가 설립되었다. 위키백과와의 차이로, 기밀취급인가 등급에 따라 사용할 수 있는 정보를 차단할 수 있게 하였다.
2012년 대한민국 통일부는 북한에 대한 오신트를 수집, 분석, 공개하는 북한공개정보센터(가칭)를 설립할 계획이다.

## 정보의 홍수
모든 첩보활동이 하이테크 기술이나 첩보원에 의존하는 것은 아니며, 방대한 양의 첩보가 지금도 신문을 정독하는 등의 공개출처정보에서 얻어진다.
제임스 울시 CIA 국장은 “모든 정보의 95%는 공개된 출처에서, 나머지 5%만이 비밀 출처에서 나온다”고 말했다. 즉, 비밀 보고서 하단의 20개의 각주 중에 단 1개만이 다른 비밀 보고서를 출처로 하고 있다는 의미이다.
어떤 백악관 고위간부는 처음 백악관에 왔을 때는 비밀 도장이 찍힌 보고서들이 정말 귀중한 것으로 보였지만, 얼마 후, 신문에서 읽은 것을 백악관 비밀 보고서에서 다시 읽고 있는 경우가 많다는 것을 깨달았다고 말한다. CIA는 백악관에 일일비밀보고서를 제출하고 있다.
CIA는 70명의 아르바이트를 고용해 24시간 철야근무로 서울주재 주한미국대사관 CIA 사무실에서, 매일 한국 뉴스, 잡지, 논문 등 공개출처정보들을 영어로 번역해 미국 CIA 서버에 전송하고 있다. 다른 나라의 대사관에서도 이러한 실시간 뉴스 영어 번역을 하고 있다.
정보의 홍수 시대에는 정보수집이 스파이의 주요 임무가 아니라, 방대한 정보들을 잘 이해하고 그 결과를 필요로 하는 정책결정기관에 보내는 것이다. 정보가 없는 게 아니라 넘치는 정보 중에서, 현재 주요 이슈가 된 문제에 대하여, 시의적절하고 매우 유익한 정보를, 행정부의 실무 정책담당자에게 전달하는 것이 중요해졌다. 대부분의 정보가 때늦을 뿐 아니라 고객인 정책결정자의 요구에 맞지 않는 점이 문제가 되고 있다.

## 민간 CIA
대부분의 정보가 때늦을 뿐 아니라 고객인 정책결정자의 요구에 맞지 않는 점이 문제가 되고 있기 때문에, 신문기사를 스크랩해서 가장 시의적절한 때에 가장 적합한 실무정책담당자에게 스크랩한 정보들을 전해주고, 거액을 받는 서비스업이 늘어나고 있다.
대표적인 민간정보업체로, 노벨평화상 수상자인 헨리 키신저 미국 국무장관이 설립한 키신저 어소시에이트라는 회사가 있다. 물론, 신문기사만 단순하게 스크랩하는 곳이 아니다. 전직 정보기관 고위관리들을 채용한다. 컨설팅 서비스라고만 추상적으로 설명하고, 자세한 업무는 비밀이라서 알려져 있지 않다.
다국적기업들이 늘어나면서, 이들 기업들의 선제적인 시장공격을 위한 민간정보업체들도 늘어나고 있다. 미국의 CIA도 냉전시절에는 군사정보가 중심이었지만, 오늘날에는 자국 기업들의 시장선점을 도와주고 타국 경쟁업체의 기술을 뺴오는 등의 경제정보업무를 최우선 중점 업무로 하고 있다.

## 같이 보기
- 모자이크 이론 (첩보)